# Charles Verlinden
Jan Charles Alfons Verlinden (Sint-Gillis, 3 februari 1907 – Brussel, 19 mei 1996) was een Belgisch historicus en mediëvist. Hij legde zich toe op economische geschiedenis, meer in het bijzonder kolonisatie en slavernij.

## Levensloop
Charles Verlinden studeerde aan de Universiteit Gent, de Sorbonne, de École pratique des hautes études en het Centro de estudios históricos in Madrid. Als onderzoeker trok hij naar Parijs (1933), Madrid (1934) en Italië (1938). Hij doctoreerde onder Henri Pirenne en doceerde na zijn promotie in 1930 in Gent en Brussel, tot hij in 1940 assistent economische geschiedenis werd aan de Rijkshandelshogeschool Antwerpen. In 1944 keerde hij terug naar Gent, waar hij in 1948 gewoon hoogleraar werd en dit tot zijn emeritaat in 1977 bleef. In die periode was hij decaan van de faculteit Letteren & Wijsbegeerte (1954–1956).
Verlinden was directeur van de Academia Belgica te Rome (1959–1977) en van het Belgisch Historisch Instituut aldaar (1955–1986). Door zijn buitenlands verblijf liet hij zich in Gent vervangen. In de Commission internationale d'histoire maritime te Parijs was hij ondervoorzitter. Voorts was hij lid van de Koninklijke Vlaamse Academie van België voor Wetenschappen en Kunsten, de Real Academia de la Historia (Madrid), de Medieval Academy of America en vele andere internationale vakverbanden, waaronder de Accademia Nazionale dei Lincei (vanaf 1977). In totaal was hij gastdocent aan 46 universiteiten in Europa en Amerika.
Aan twee universiteiten was hij eredoctor: Sevilla (1968) en Coimbra (1988). Voor zijn bijdragen aan de Italiaanse geschiedenis ontving hij 1970 de Premio Internazionale Galileo Galilei dei Rotary Italiani.
Verlinden trouwde in 1931.

## Historiografie
Als leerling van Pirenne oriënteerde Verlinden zich op de middeleeuwen en op de vernieuwende methodes van de Annales-school. Vooral met Marc Bloch werkte hij samen. In zijn veelzijdige belangstelling dreven slavernij en kolonisatie boven. Hij verdiepte zich in de middeleeuwse mensenhandel, waarin hij een directe voorganger zag van de Trans-Atlantische slavenhandel. Voor zijn studie van kolonisatie vertrok hij eveneens van een origineel uitgangspunt, de Italiaanse initiatieven. Het overplanten van mediterrane feodale instellingen naar de Nieuwe Wereld was een terugkerend thema.
Door de onorthodoxe wijze waarop Verlinden grote gebieden in tijd en ruimte bestreek, wist hij onverwachte verbanden te leggen tussen historische processen.

## Publicaties (selectie)
De polyglot Verlinden schreef talrijke bijdragen en artikelen in het Frans, Nederlands, Engels, Spaans, Duits, Italiaans...
Hieronder volgt een selectie van zijn belangrijkste werk. In 1974 verscheen een bibliografie van de 535 publicaties die hij tot dan had laten verschijnen.

### Monografieën en bundels
- Les Empereurs belges de Constantinople, 1945
- Introduction à l'histoire économique générale, 1948
  - De dubbele cyclus der economische evolutie. Inleiding tot de algemene economische geschiedenis, 1950
- L'esclavage dans l'europe médiévale, vol. 1, Péninsule ibérique – France, 1955; vol. 2, Colonies italiennes du Levant – Levant latin – Empire byzantin, 1977
- Les origines de la frontière linguistique en Belgique et la colonisation franque, 1955
  - Frankische vestiging en taalgrens, 1957
- Kolumbus. Vision und Ausdauer, 1962
  - Columbus, 1962
- Les origines de la civilisation atlantique. De la Renaissance à l'Âge des Lumières, 1966
  - Geschiedenis van de Atlantische beschaving. Het ontstaan van de Atlantische beschaving van renaissance tot verlichting, 1971
- The Beginnings of Modern Colonization. Eleven Essays with an Introduction, 1970
- Koloniale expansie in de 15de en 16de eeuw, 1975
- Atlantischer Raum und Indische-Ozean-Zone in kolonialgeschichtlicher Perspektive, 1982

### Documentatie- en redactiewerk
- Dokumenten voor de geschiedenis van prijzen en lonen in Vlaanderen en Brabant, 4 dln., 1959-1973
- Bibliographie de l'histoire des grandes routes maritimes, 1968
- Bibliografie van de geschiedenis van de Belgische Scheepvaart, 1984
- Die mittelalterlichen Ursprünge der europäischen Expansion, 1986

## Hommagebundels
- Miscellanea aangeboden aan Charles Verlinden ter gelegenheid van dertig jaar professoraat, 1974 (internationale bijdragen)
- Album aangeboden aan Charles Verlinden ter gelegenheid van dertig jaar professoraat, 1975 (Nederlandse bijdragen)

## Voetnoten
1. ↑  Als onderdeel van een veeltalig liber amicorum met 40 gastbijdragen: Miscellanea aangeboden aan Charles Verlinden ter gelegenheid van dertig jaar professoraat, 1974

- Biblioteca Nacional de España: XX1076556
- Bibliothèque nationale de France: cb12036412m (data)
- Catàleg d'autoritats de noms i títols de Catalunya: 981058508735306706
- CiNii: DA02698513
- Gemeinsame Normdatei: 124312322
- International Standard Name Identifier: 0000 0001 1219 5026
- Library of Congress Control Number: n80073497
- Bibliotheek van het Japanse parlement: 00459681
- Nationale Bibliotheek van Tsjechië: jx20111104016
- Nationale bibliotheek van Australië: 35580118
- Nationale Bibliotheek van Israël: 987007274218205171
- Nationale Bibliotheek van Polen: a0000002515540
- Nederlandse Thesaurus van Auteursnamen: 068323727
- Réseau des bibliothèques de Suisse occidentale: 02-A003938395
- Istituto Centrale per il Catalogo Unico: BVEV011910
- Système universitaire de documentation: 028551028
- Virtual International Authority File: 56626121